# Edise
Edise est un village de 200 habitants de la Commune de Jõhvi du Comté de Viru-Est en Estonie. 